# Janusz Knaflewski
Janusz Knaflewski (ur. 7 listopada 1878 w Poznaniu, zm. 1956?) – polski dyplomata i urzędnik konsularny.

## Życiorys
W 1918 wstąpił do polskiej służby zagranicznej, zajmując cały szereg stanowisk m.in. urzędnika wydziału konsularnego i naczelnika kancelarii MSZ (1918-1919), wicekonsula/p.o. kier. urzędu w konsulacie w Noworosyjsku (1919-1920), urzędnika MSZ (1920-1921), konsula w poselstwie w Charkowie (1921-1922), kierownika delegatury repatriacyjnej w Rostowie nad Donem (1922-1923), urzędnika poselstwa w Charkowie (1923), urzędnika Dyrekcji Konsularnej MSZ (1923-1924), konsula w Kiszyniowie (1924-1931), konsula w Bukareszcie (1931-1932), radcy kier. referatem Rachuby Centrali MSZ (1932-1933), z którego został przeniesiony w stan „nieczynny”.